# 涡扇-10
涡扇-10，正式編號FWS-10，代号“太行”，是由中国航空發動機集團瀋陽發動機研究所设计的军用涡轮风扇发动机，研究过程长达近20年。起初中国最先在歼-11B/BS上全面使用涡扇10，隨後逐漸地替代AL-31發動機。

## 歷史

### 研發
太行發動機的研發計畫可回溯至三機部主導1964年到1984年與歼-9等配套，最終一同終止研發的涡扇-6。雖然研發終止，但沈阳黎明航空发动机廠仍在這十數年間多少儲蓄了開發渦輪扇發動機的技術人員。1987年，瀋陽發動機設計研究所（代號“606所”）開始研發渦扇-10，原定作為1985年開始研製的新殲（日後殲10）動力來源。太行發動機核心机由对CFM-56II渦輪扇發動機的逆向工程而来，CFM56的技術則是自美國通用电气F101改良而來。早期开发人员试图移植AL-31發動機的發動機控制裝置到太行發動機上，但發動機操控性能上無法通過考核；最终，瀋陽發動機設計研究所花费了近20年的时间自主研發了全权数字发动机控制技术。
渦扇-10在開發中如何將CFM56改造成戰鬥機用的渦輪段，目前尚無公開資料說明；渦扇-10在1987年10月进入验证机研制阶段，1989年驗證機首次試車，1993年完成。1992年10月验证机在一架由轟-6改裝的086号飞行台上开始測試，但解放軍並不滿意初期的太行發動機性能，606所因此在1997年研制強化動力的FWS-10A（內部簡稱10A） ，考虑将其作为歼-11和歼-10两种战机的动力，并申请了一架苏-27战斗机作为试飞平台。1997年渦扇-10A的開發開始進行。2000年10月，624所高空台具有了大推力发动机的试验能力，随后开始高空台试验。

### 生產
涡扇10A發動機在2001年6月裝上由瀋陽飛機公司生產的殲-11戰鬥機實施首飛，解放軍在FWS-10研發過程撥用2架生產批號0004、0013的殲11供瀋陽發動機研究所測試，這2架戰機後續變更代號稱殲-11WS；2004年10月，生產批號0013的殲11WS測試時左發動機熄火，測試駕駛員成功降落；2005年5月11日，FWS-10A开始定型持久试车，2005年11月10日通过长久初始寿命试车，2005年12月28日完成定型审查考核。2006年宣稱即將進入量產，隨後在新出廠的殲-11B戰鬥機上陸續看見採用渦扇-10A的機型。發動機本體則在2008年中國國際航空航天博覽會中正式對外亮相，西方觀察家認為該發動機有AL-31同級表現。。
2005年強行通過考核進入量產階段的FWS-10A原先預定供殲11B使用，2006年3月，首架換裝10A發動機的殲11B開始試飛，多次發生發動機葉片斷裂等重大事件。由於原型機測試仍有大量問題，前幾批次生產的殲11B仍然只能採用AL-31發動機。由於殲11B前幾批次太多缺乏發動機的空機滯留在瀋陽廠，林左鳴在2009年4月承認發動機遇到嚴重的品質問題。
FWS-10A的測試直到2007年殲11BS原型機試飛時才逐步完成。2008年，FWS-10A首次于珠海航展对外展示。2010年殲-11BS定型服役，FWS-10A的技術問題大致解決。然而，FWS-10A的生產工藝可能仍有問題，2010年時西方國家認為翻修循環為30小時，遠低於AL-31的400小時；該參數是否為真雖未得到證實，但外界可知的是2011年起確實沈阳黎明航空发动机廠需要進行品質改善計畫，在未來相關品管提升下，FWS-10A聲稱壽命可望大幅改善。

### 入役
從殲11B第二批開始，渦扇-10被投入服役使用。2011年7月，成都飛機公司研發的殲-10B戰機被外界拍攝到換用FWS-10A發動機測試，2016年量產的殲-10C戰機也有被外界追蹤到相關測試型號，因涡扇-10初期版本投入使用量仍然非常少，一直等到涡扇-10解決生產質量問題，才逐漸能裝備，隨後幾年開始出現在解放軍各機型中。
2018年珠海航展上1034號的殲-10B原型機，首次裝上帶有推力矢量噴管的太行發動機。
2021年使用渦扇-10B发动机的J-10C服役，標誌著已经可以大部分國產。2021年，匿蹤版本也被發現安裝在殲-20使用，即匿蹤型渦扇-10C。该發動機的推力增強至147kN，具備鋸齒狀噴嘴以提升匿蹤性能，且推力、壽命和可靠性都相較於AL-31F M2更高。該發動機配備於2019年後生產的殲-20上。戰機專家魯普瑞特（Andreas Rupprecht）認為如果渦扇-10C成功量產使用，可以有效減少中國對俄羅斯發動機的依賴。
渦扇-10海軍版本預計使用在海基的弹射型歼15上。

## 衍生型
根据上市公司网上公开资料显示，截至2009年底，该发动机共衍生出A、B、C、D、G、H、X七种型号，其中G、H兩型的生产日期在该报告发表之后。
根据申银万国的报告，各型号的参数如下：
| 型号    | 后燃推力 | 生产日期       |
| ------- | -------- | -------------- |
| FWS-10A | 132kN    | 2005年         |
| FWS-10B | 144kN    | 2008年         |
| FWS-10C | 100kN    | 2008年         |
| FWS-10D | 120kN    | 2008年（定型） |
| FWS-10G | 155kN    | 2009年         |
| FWS-10H | 125kN    | 2010-2012年    |
| FWS-10X | 137.2kN  | 2017年         |

海外軍事觀察家和美國情報部門則不按照瀋陽內部的分類方法命名，而是根據發動機推力和功能來區分。
| 型號      | 後燃推力  | 備註 |
| --------- | --------- | --- |
| FWS-10A   | 132kN     | 改進自原型版WS-10，使用全權數字發動機控制技術。                                                                                             |
| FWS-10B   | 137-144kN | 改進自WS-10A，可靠性和推力增強。该发动机装备于J-10C战斗机上。                                                                               |
| FWS-10B-3 | 142kN     | 改進自WS-10B，配備推力矢量技術。 推力矢量的噴口的機制類似於通用電氣的軸對稱矢量排氣噴嘴（AVEN）以及普惠公司的俯仰-偏航平衡梁噴嘴（PYBBN）。 |
| FWS-10C   | 142-147kN | 改進自WS-10B的增強型發動機，該版本具備鋸齒狀噴嘴以提升匿蹤性能，且推力和可靠性都相較於AL-31M2更高。該發動機配備於2019年後生產的殲-20上。    |
| FWS-10G   | 155kN     | 具備推力矢量技術，但最終未使用。 |

### 採用的飛機
- J-10
- J-11
- J-15
- J-16[25]
- J-20

#### 相似引擎
- F100
- F110
- AL-31